# テレビ東京天王洲スタジオ

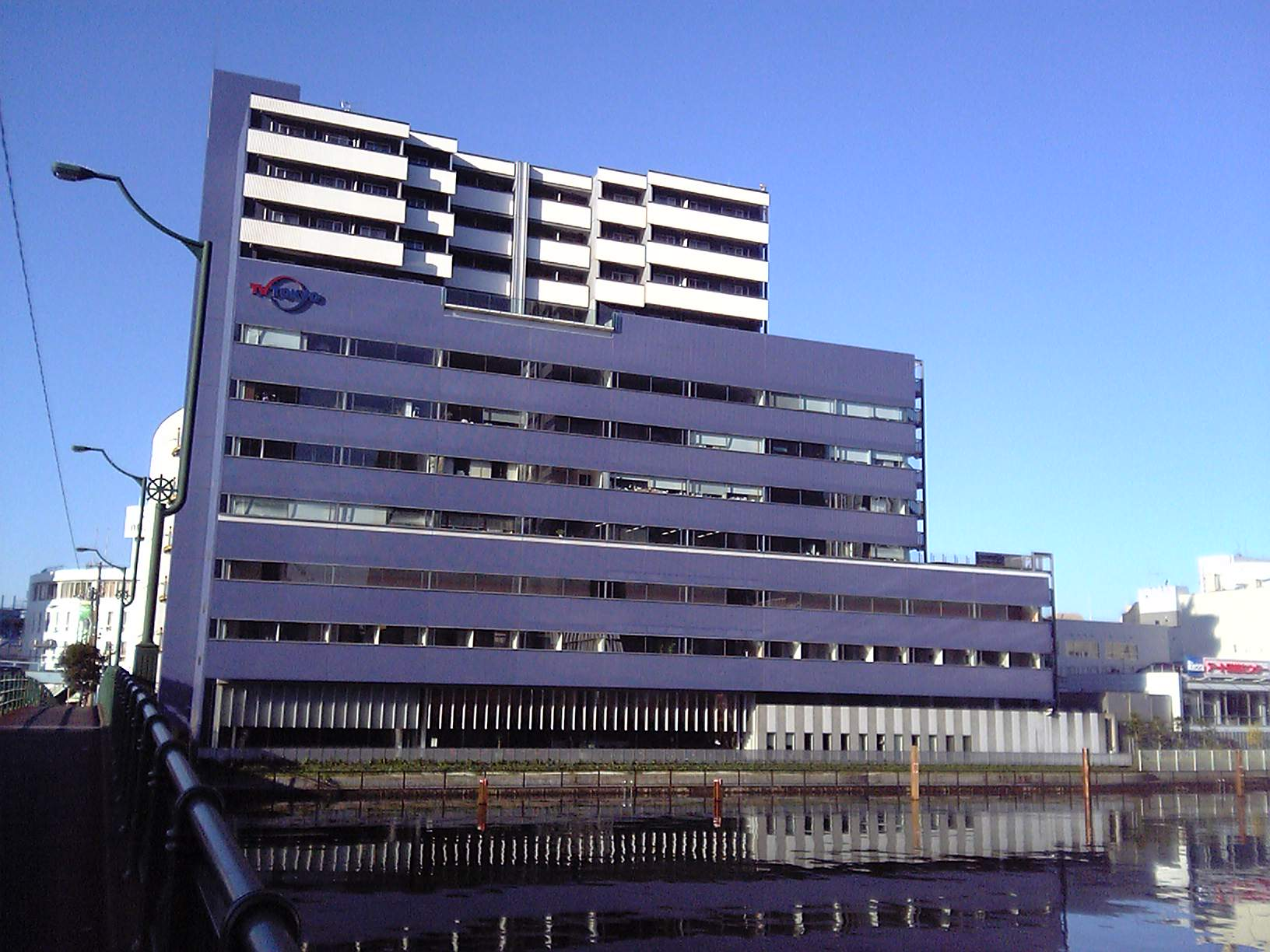
新東海橋から見たテレビ東京天王洲スタジオ

テレビ東京天王洲スタジオ（テレビとうきょうてんのうずスタジオ）は、東京都品川区東品川に所在するハイビジョン対応のテレビスタジオ。通称「天王洲スタジオ」。第42回BCS賞受賞。

## 概要
テレビ東京は、老朽化した芝公園スタジオの抜本改善策を検討するため、1995年に全社的なプロジェクトを設置。デジタル化の動向を踏まえBS時代に対応するには、新スタジオの建設が不可避であるとの結論を得て、港区を中心として、50件を上回る候補地の中から、最終的に「東品川」を建設地と決定する。
テレビ東京天王洲スタジオは、東側を高浜運河、南側・西側を幹線道路（山手通り・旧海岸通り）に囲まれた敷地に、監修を梓設計、設計施工を清水建設が手掛け、1998年3月に着工、1999年12月8日に竣工し、12月12日から運用を開始した。事業費は120億円超。
建物は地下2階、地上12階建て。デジタル放送対応型の二つのスタジオと、スタジオ関連諸室、駐車場、関連企業のオフィス、附置義務住宅の「てれとハイム」で構成され、テレビ東京制作（後年、日経虎ノ門別館に移転）、テレビ東京照明（現：テレビ東京アート）、テクノマックス、テレビ東京建物（現：テレビ東京ビジネスサービス）が入居した。2009年9月14日には、テレビ東京が完全子会社化したInterFM897が港区虎ノ門に置いていた本社・スタジオを天王洲スタジオ7階に移している（その後、2020年にジャパンエフエムネットワーク（JFNC）の傘下に入り、2024年に登記上本社を千代田区麹町（半蔵門）にあるTOKYO FMの本社ビルであるFMセンタービルに再移転）。
建物の管理運営は、テレビ東京ビジネスサービスが担い、スタジオ内の機材管理と運営はテクノマックスが行っている。
基本的には、テレビ東京及び関連会社の番組制作（収録主体だが生放送も可能）を中心としてバラエティ番組ではゲストの多い公開番組の収録や生放送を行っている他、外部制作会社及び民放他社にも貸し出しを行っている。

## スタジオ概要
2つのスタジオを有し、数は芝公園スタジオ（東京タワースタジオ）時代の半分となっているが、スタジオ自体は大型化されている。このうち第1スタジオは250坪、第2スタジオは150坪で、生放送対応としての機能を考慮して設計された。また、本社との各種信号の送受信や変換処理を行う回線制御室も設けられた。これにより、本社側に制御用の副調整室（所謂「受けサブ」）を用意せずに生放送番組を制作することが可能となっている。
運用開始日には、こけら落としを記念した特別番組「1999スーパードリーム LIVE」が3時間生放送された。

### 天王洲1
- HD/4K対応（250坪）
- 歌番組などの大型番組が主体。
このスタジオは虎ノ門（神谷町）旧本社、六本木現本社を含め、テレビ東京で最大面積のスタジオである[7]。

#### 現在使用している番組
- 開運!なんでも鑑定団（テレビ東京系）
- ゴッドタン（同上）
- ソレダメ!〜あなたの常識は非常識!?〜（同上）
- テレ東音楽祭（同上）

#### これまでに使用されていた番組
- ハロー!モーニング。（水曜日収録）（テレビ東京系）
- 期間限定!ピカピカ天王洲LIVE（同上）
- MUSIX!（テレビ東京系・BSジャパン）
- Ya-Ya-yah（テレビ東京系）
- 徳光&コロッケの“名曲の時間です”（同上）
- 嬢王（同上）
- お茶の間の真実〜もしかして私だけ!?〜（同上）
- Hi! Hey! Say!（同上）
- 音楽ば〜か（同上）
- 今年も生だよ芸人集合 笑いっぱなし伝説（同上）
- 無理矢理、マツコ。（同上）
- きらきらアフロTM（同上）
- 爆笑問題のバク天!（TBS系）
- 月曜組曲・風のようにうたが流れていた（同上）
- 中居正広の金曜日のスマたちへ（同上）
- めちゃ×2イケてるッ!（フジテレビ系）
- 島田紳助がオールスターの皆様に芸能界の厳しさ教えますスペシャル!（読売テレビ・日本テレビ系）
- イザミと東京03（日本テレビ系）

### 天王洲2
- HD/SD対応（150坪）
- 情報・バラエティ番組が主体。

#### 現在使用している番組
- 出没!アド街ック天国（テレビ東京系）

※2000年11月から収録を行なっているが、2008年8月下旬に1995年4月の番組開始当初から行なわれていた東京タワースタジオに変更されたものの、同スタジオが2012年9月末の閉鎖が決まったことから、同年5月の番組セットの変更にあわせて再び当スタジオの使用に変更された。

#### これまで使用されていた番組
- やりにげコージー→やりすぎコージー（隔週火曜日収録）（テレビ東京系）
- イツザイ（同上）
- 今年も生だよ芸人集合 笑いっぱなし伝説（同上）
- 美女か野獣（フジテレビ系）

## 東京圏のテレビスタジオ
- 日本テレビ番町スタジオ
- 緑山スタジオ・シティ
- 東京メディアシティ
  - レモンスタジオ
- 生田スタジオ
- テレビ朝日アーク放送センター
- フジテレビ湾岸スタジオ
- 千代田ビデオスタジオ

### 技術・美術関連
技術
- テクノマックス
- 日テレ・テクニカル・リソーシズ（日本テレビ系）
- TBSアクト〈旧東通、エヌ・エス・ティー、TAMCO〉（TBS系）
- フジ・メディア・テクノロジー〈旧八峯テレビ〉（同上）
- 共同テレビジョン（フジテレビ系）
- ニユーテレス（同上）
- テイクシステムズ（テレビ朝日系）
- 池田屋
- スウィッシュ・ジャパン

照明
- テレビ東京アート〈旧テレビ東京照明〉
- 日本テレビアート（日本テレビ系）
- TBSアクト〈旧ティ・エル・シー〉（TBS系）
- 共立（日本テレビ・テレビ朝日系）
- フジ・メディア・テクノロジー〈旧フジライティング・アンド・テクノロジイ〉（フジテレビ系）
- プログレッソ

美術
- テレビ東京アート〈旧テレビ東京美術センター〉
- 日本テレビアート（日本テレビ系）
- TBSアクト〈旧アックス〉（TBS系）
- フジアール（フジテレビ系）
- テレビ朝日クリエイト（テレビ朝日系）

座標: 北緯35度37分15.7秒 東経139度44分47.1秒 / 北緯35.621028度 東経139.746417度